# 額勒和布
額勒和布（穆麟德轉寫：elhebu；1826年2月18日—1900年7月17日），字筱山，觉尔察氏，滿洲鑲藍旗人，晚清大臣。

## 生平
道光二十九年己酉科繙譯舉人，咸豐二年翻譯進士，改庶吉士，歷任戶部主事、理藩院侍郎、戶部侍郎、奉天府府尹、察哈爾都統、烏里雅蘇臺將軍、熱河都統、理藩院尚書、戶部尚書、內務府大臣、軍機大臣、協辦大學士、體仁閣大學士、武英殿大學士。光緒十年，命直軍機。二十年，免直軍機。二十二年，致仕。二十六年，卒於家，諡文恭。

## 家庭成员
- 祖勒福岱；
- 父薩隆阿，甘肃凉州副都统；
- 妻巴岳特氏，公中佐领德胜之女，诰封一品夫人；
- 女儿觉爾察氏，正蓝旗满洲工部郎中、广西平乐府知府费莫氏志彭之妻；
- 子伯麒，一品廕生，理藩院员外郎；
- 儿媳託濶羅氏，咸丰壬子同榜翻译进士、仓场侍郎桂清之胞侄女，同知銜直隶候补知县桂和之女，光绪壬午举人、两江总督端方之胞姊。

## 延伸阅读
[在维基数据编辑]
 《清史稿/卷349》
 《清史稿/卷439》，出自趙爾巽《清史稿》